# Alžbeta Zamkovská
Alžbeta Zamkovská, uváděna též jako Alžběta Zamková či Alžbeta Zamková (* 1. ledna 1945), byla slovenská a československá politička a bezpartijní poslankyně Sněmovny národů Federálního shromáždění za normalizace.

## Biografie
K roku 1971 se profesně uvádí jako dělnice. Ve volbách roku 1971 zasedla do slovenské části Sněmovny národů (volební obvod č. 140 - Poprad, Východoslovenský kraj). Ve FS setrvala do konce funkčního období, tedy do voleb roku 1976.